# Матюхин, Ярослав Валерьевич
Яросла́в Вале́рьевич Матю́хин (род. 19 сентября 2005, Краснодар) — российский футболист, защитник армянского клуба «Алашкерт».

## Биография
Родился в Краснодаре.
Воспитанник краснодарской «Академии футбола».
9 января 2023 года присоединился к любительскому геленджикскому клубу «Виста».
28 июля 2024 года перешёл в армянский клуб «Ван». 4 августа 2024 года в матче чемпионата Армении против клуба «Арарат-Армения» дебютировал в профессиональном футболе.
29 июня 2025 года присоединился к клубу «Алашкерт».

## Статистика выступлений
| Выступление      | Выступление      | Выступление      | Лига | Лига | Кубки | Кубки | Итого | Итого |
| Клуб             | Лига             | Сезон            | Игры | Голы | Игры  | Голы  | Игры  | Голы  |
| ---------------- | ---------------- | ---------------- | ---- | ---- | ----- | ----- | ----- | ----- |
| Ван              | АПЛ              | 2024/25          | 20   | 0    | 4     | 0     | 24    | 0     |
| Ван              | Итого            | Итого            | 20   | 0    | 4     | 0     | 24    | 0     |
| Всего за карьеру | Всего за карьеру | Всего за карьеру | 20   | 0    | 4     | 0     | 24    | 0     |